# Queck (Schlitz)

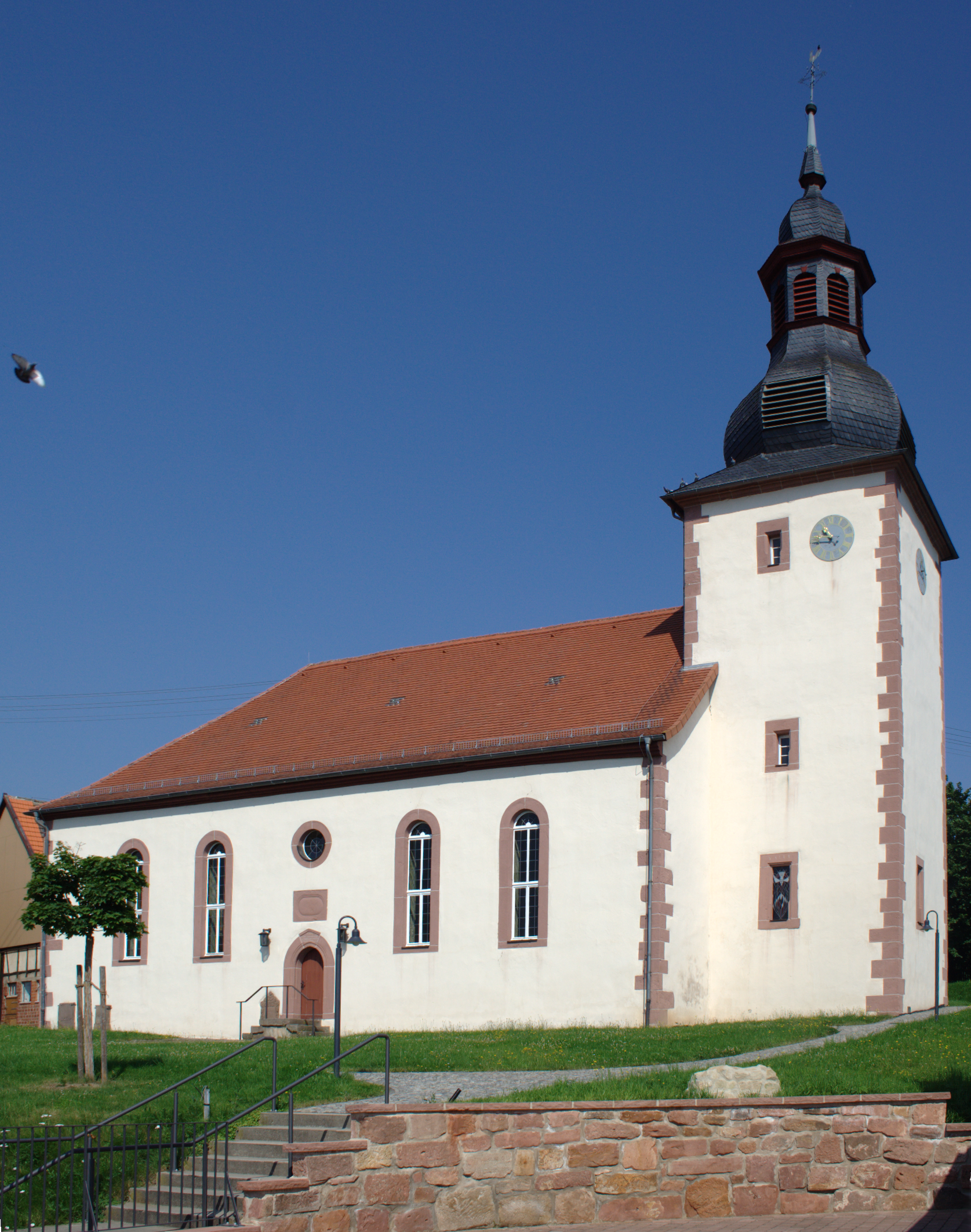
Evangelische Kirche in Queck

Queck ist ein Stadtteil von Schlitz im mittelhessischen Vogelsbergkreis. Zu Queck zählt der Weiler Sassen, wo sich ein Teil der Behinderteneinrichtung „Die Lebensgemeinschaft e. V.“ angesiedelt hat.

## Geographie
Der Ort liegt nordöstlich von Schlitz an der Fulda. Durch das Dorf verläuft die Landesstraße 3140. Sie verbindet den Ort mit Rimbach und Sandlofs.

## Ortsgeschichte
In der Gemarkung wurden Hügelgräber aus der Bronzezeit gefunden.

### Mittelalter
Die angeblich älteste Erwähnung des Ortes ist eine Fälschung des fuldischen Mönchs Eberhard im Codex Eberhardi und stammt nicht aus dem Jahr 852, sondern ist eine „Verunechtung“ aus der Zeit um 1160. Sie lautet: „... In Porta XVIII beneficia et territorium. In Slitse XVI hube lidorum. In Qekkaha II hube“ (In Pfordt 18 Wohltaten und Land. In Slitese XVI Litenhufen), in Queck 2 Huben. In den Zeitraum zwischen 1090 und 1150 fällt die Nennung des Ortes als „Quekaha“. In einem Kopiar, welches zwischen 1350 und 1400 erstellt wurde, findet sich: „zcu Quecka“. Schließlich heißt es in einer Urkunde von 1486: „Qweck.“
Der Ortsname leitet sich vom mhd. „quec“ ab. Dieses Wort bedeutet: lebendig, lebhaft. Das Grundwort „aha“ in „Quekkaha“ bedeutet mittelhochdeutsch „fließendes WAsser“. Demnach ist Queck „die Siedlung am lebhaft fließenden Wasser“. Vgl. hierzu auch Queckborn.

### Neuzeit
Die heutige Kirche wurde 1727 erbaut.
In Queck galten die Schlitzer Verordnungen aus dem 18. Jahrhundert zusammen mit Teilen des Fuldischen Rechts als Partikularrecht. Das Gemeine Recht galt nur, soweit diese speziellen Regelungen für einen Sachverhalt keine Bestimmungen enthielten. Dieses Sonderrecht behielt seine Geltung auch während der Zugehörigkeit zum Großherzogtum Hessen im 19. Jahrhundert. In der gerichtlichen Praxis wurden die Verordnungen aber nur noch selten angewandt. Das Partikularrecht wurde zum 1. Januar 1900 von dem einheitlich im ganzen Deutschen Reich geltenden Bürgerlichen Gesetzbuch abgelöst.
Das Haus des Quecker Bürgermeisters Adam Lips (1856–1918) wurde 1977 in den Hessenpark versetzt.
Am 31. Dezember 1971 wurde Queck im Zuge der Gebietsreform in Hessen in die Stadt Schlitz eingegliedert.
Für die unter Denkmalschutz stehenden Gebäude des Ortes siehe die Liste der Kulturdenkmäler in Queck.

## Politik
Ortsvorsteher ist Hans Kraft (Stand Februar 2025).